# Giải bóng đá vô địch quốc gia Kosovo 2014–15
Raiffeisen Superliga 2014–15 là mùa giải thứ 16 của hạng đấu cao nhất của bóng đá Kosovo. Mùa giải bắt đầu từ 16 tháng 8 năm 2014. Kosova (V) là đương kim vô địch.
Có tổng cộng 12 đội tham gia giải: 10 đội từ mùa giải 2013–14 và hai đội thăng hạng từ Liga e Parë. Vëllaznimi và Istogu bị xuống hạng.

## Đội bóng
| Câu lạc bộ         | Thành phố | Sân vận động                 |
| ------------------ | --------- | ---------------------------- |
| KF Besa            | Pejë      | Shahin Haxhiislami Stadium   |
| KF Drenica         | Skënderaj | Bajram Aliu Stadium          |
| KF Drita           | Gjilan    | City Stadium (Gnjilane)      |
| KF Ferizaj         | Ferizaj   | Ismet Shabani Stadium        |
| KF Feronikeli      | Gllogovc  | Rexhep Rexhepi Stadium       |
| KF Vëllaznimi      | Gjakove   | City Stadium                 |
| KF Hajvalia        | Prishtinë | Hajvalia Stadium             |
| KF Istogu          | Istok     | Stadiumi"Demush Mavraj",     |
| KF Kosova Vushtrri | Vushtrri  | City Stadium (Vučitrn)       |
| KF Prishtina       | Prishtinë | City Stadium (Pristina)      |
| KF Trepça          | Mitrovicë | Olympic Stadium Adem Jashari |
| KF Trepça'89       | Mitrovicë | Riza Lushta Stadium          |

### Bảng xếp hạng
| XH | Đội            | Tr | T  | H  | T  | BT | BB | HS  | Đ  | Lên hay xuống hạng                        |
| -- | -------------- | -- | -- | -- | -- | -- | -- | --- | -- | ----------------------------------------- |
| 1  | Feronikeli (C) | 33 | 19 | 10 | 4  | 51 | 25 | +26 | 67 |                                           |
| 2  | Besa           | 33 | 20 | 6  | 7  | 51 | 37 | +14 | 66 |                                           |
| 3  | Prishtina      | 33 | 15 | 11 | 7  | 43 | 28 | +15 | 56 |                                           |
| 4  | Hajvalia       | 33 | 15 | 9  | 9  | 46 | 32 | +14 | 54 |                                           |
| 5  | Kosova (V)     | 33 | 13 | 11 | 9  | 36 | 27 | +9  | 50 |                                           |
| 6  | Trepça 89      | 33 | 12 | 12 | 9  | 52 | 36 | +16 | 48 |                                           |
| 7  | Drenica        | 33 | 12 | 8  | 13 | 39 | 35 | +4  | 44 |                                           |
| 8  | Istogu         | 33 | 12 | 7  | 14 | 41 | 45 | −4  | 43 |                                           |
| 9  | Drita          | 33 | 10 | 9  | 14 | 30 | 38 | −8  | 39 | Qualification to the Relegation play-offs |
| 10 | Vëllaznimi (R) | 33 | 8  | 10 | 15 | 24 | 38 | −14 | 34 | Qualification to the Relegation play-offs |
| 11 | Ferizaj (R)    | 33 | 5  | 6  | 22 | 22 | 55 | −33 | 21 | Relegation to 2015–16 Liga e Parë         |
| 12 | Trepça (R)     | 33 | 4  | 7  | 22 | 18 | 57 | −39 | 19 | Relegation to 2015–16 Liga e Parë         |

Cập nhật đến ngày 11 tháng 6 năm 2015
Nguồn: Football Federation of Kosovo Bản mẫu:Al icon
Quy tắc xếp hạng: 1st points; 2nd head-to-head points; 3rd head-to-head goal difference; 4th overall wins; 5th goal difference; 6th goals scored.
(VĐ) = Vô địch; (XH) = Xuống hạng; (LH) = Lên hạng; (O) = Thắng trận Play-off; (A) = Lọt vào vòng sau. 
Chỉ được áp dụng khi mùa giải chưa kết thúc: 
(Q) = Lọt vào vòng đấu cụ thể của giải đấu đã nêu; (TQ) = Giành vé dự giải đấu, nhưng chưa tới vòng đấu đã nêu.

## Play-off Xuống hạng
Các trận play-off xuống hạng diễn ra vào ngày thứ Năm 11 tháng 6 năm 2015. Trong lễ bốc thăm, Drita đá với Flamurtari, trong Vëllaznimi đối mặt với Gjilani.
| Drita (O)                                       | 1–1 (s.h.p.) | Flamurtari                     |
| ----------------------------------------------- | ------------ | ------------------------------ |
| Limani 100'                                     |              | Bojniku 95'                    |
| Loạt sút luân lưu                               |              |                                |
| Kastrati · Limani · Osmani · Shillova · Ramushi | 3–1          | Rama · Qorri · Cana · Troshupa |

| Vëllaznimi        | 0–0 (s.h.p.) | Gjilani (O) |
| ----------------- | ------------ | ----------- |
|                   |              |             |
| Loạt sút luân lưu |              |             |
|                   | 3–4          |             |